# Neoatika
Neoatika ili aticiziranje je kiparski stil, koji počinje u helenističkoj skulpturi i vaznom slikarstvu 2. stoljeća prije Krista i doseže vrhunac u rimskoj umjetnosti 2. stoljeća nove ere, kopirajući, prilagođavajući ili blisko slijedeći stil prikazan na reljefima i statuama klasične (5.–4. st. pr. Kr.) i arhajsko (6. st. pr. Kr.) razdoblje. Prvo su ga proizvele brojne neo-atičke radionice u Ateni, koje su se počele specijalizirati za to, proizvodeći djela za kupnju od strane rimskih poznavatelja, a preuzeli su ga u Rimu, vjerojatno od strane grčkih obrtnika.
Neoatički način, reakcija protiv barokne ekstravagancije helenističke umjetnosti, bio je rana manifestacija neoklasicizma, koji pokazuje koliko je samosvjestan postao kasniji helenistički svijet umjetnosti. Neoatički stil naglašava gracioznost i šarm, spokoj i živost, ispravnost ukusa u prilagodbi reduciranog kanona prototipskih figura i oblika, u oštroj, ukroćenoj i profinjenoj izvedbi.
Ovu oznaku stila uveo je njemački klasični arheolog i povjesničar umjetnosti Friedrich Hauser (1859.-1917.) u Die Neuattischen Reliefs (Stuttgart: Verlag von Konrad Wittwer, 1889.). Korpus koji je Hauser nazvao "neo-atičkim" sastoji se od reljefa oblikovanih na ukrasnim posudama i pločama, koristeći figuralni i draperijski stil koji je svoj kanon "klasičnih" modela tražio u Ateni i Atici s kraja petog i ranog četvrtog stoljeća.